# Petra Michelle Nérette
Petra Michelle Nérette (* 1977 in Heidelberg) ist eine deutsche Schauspielerin und Moderatorin.

## Leben
Petra Michelle Nérette wurde in Heidelberg geboren. Kurz nach ihrer Geburt zog ihre Familie nach Haiti in das Herkunftsland ihres Vaters. Bis zu ihrem 6. Lebensjahr wuchs sie in Port-au-Prince auf. Anschließend zog die Familie zurück nach Deutschland und ließ sich in Heppenheim nieder.
Sie absolvierte in München eine Ausbildung zur Bühnendarstellerin, legte die Bühnenreifeprüfung ab und erwarb einen Abschluss als Tanzpädagogin. Zunächst arbeitete sie als Tänzerin.
Der Kurzfilm Ego Zombie (2014), in dem Nérette die Hauptrolle der alkoholabhängigen Seema spielte, wurde auf verschiedenen internationalen Festivals gezeigt. Der Kurzfilm Invention of Trust, in dem sie ebenfalls mitwirkte, wurde 2016 in der Kategorie „Bester ausländischer Spielfilm“ mit dem „Goldenen Studenten-Oscar“ bei den Student Academy Awards ausgezeichnet.
2021 war Nérette als französische Pianistin und Protegée eines alternden Dirigenten an der Seite von Senta Berger und Peter Simonischek in dem Film An seiner Seite zu sehen. Im 3. Film der Fernsehreihe um den Privatdetektiv und früheren Polizeiermittler Hartwig Seeler, Hartwig Seeler – Im Labyrinth der Rache (2022), übernahm sie unter der Regie des Grimmepreisträgers Johannes Fabrick an der Seite von Matthias Koeberlin die weibliche Hauptrolle der geheimnisvollen Griechenland-Urlauberin Sarah. In der 23. Staffel der ZDF-Serie Die Rosenheim-Cops (2024) war sie in einer Episodenhauptrolle als tatverdächtige Redakteurin einer Rosenheimer Boulevardzeitung zu sehen.
Nérette ist außerdem als Moderatorin tätig. Sie ist Mitglied im Bundesverband Schauspiel. Sie lebt in München und spricht fließend Französisch.

## Filmografie (Auswahl)
- 2010: Schmutziger Süden (Fernsehfilm)
- 2014: Ego Zombie (Kurzfilm)
- 2015–2017: La Deutsche Vita (Kinofilm)
- 2016: Snowden
- 2016: Invention of Trust (Kurzfilm; Regie: Alex Schaad)
- 2017: Atempause (Fernsehfilm)
- 2018: Safari – Match Me If You Can
- 2018: Zimmer mit Stall: Ab in die Berge (Fernsehreihe)
- 2018: Impuls (Kurzfilm, HFF)
- 2021: Blood Red Sky
- 2021: Die Komödianten von Heppenstett (Fernsehfilm)
- 2021: An seiner Seite (Fernsehfilm)
- 2021: Marie fängt Feuer: Spiel des Lebens (Fernsehreihe)
- 2022: Der Pass (Fernsehserie, eine Folge)
- 2022: In falschen Händen (Fernsehfilm)
- 2022: Hartwig Seeler – Im Labyrinth der Rache (Fernsehreihe)
- 2023: Der Staatsanwalt: Glücksbringer (Fernsehserie, eine Folge)
- 2023: SOKO Linz – Herzensbrecher (Fernsehserie, eine Folge)
- 2023: Daheim in den Bergen – Die Zweitgeborenen (Fernsehreihe)
- 2023: Ein Regenbogen zu Weihnachten (Fernsehfilm)
- 2024: Die Rosenheim-Cops – Die letzte Schlagzeile (Fernsehserie, eine Folge)
- 2024: Servus, Euer Ehren – Endlich Richterin (Fernsehfilm)